# Pristimantis pharangobates
Pristimantis pharangobates es una especie de anfibio anuro de la familia Craugastoridae.

## Distribución geográfica
Esta especie se encuentra en la vertiente oriental de la Cordillera Oriental en:
- Perú en las regiones de Cuzco y Puno entre los 1180 y 2750 m sobre el nivel del mar;
- Bolivia en el departamento de Cochabamba entre los 1696 y 2040 m sobre el nivel del mar.[2]

## Publicación original
- Duellman, 1978: New species of leptodactylid frogs of the genus Eleutherodactylus from the Cosnipata Valley, Peru. Proceedings of the Biological Society of Washington, vol. 91, n.º 2, p. 418-430[3]